# Białopole (Ukraina)
Białopole (ukr. Білопілля, Biłopilla) – miasto na Ukrainie, w obwodzie sumskim, siedziba rejonu białopolskiego.

## Historia
Prywatne miasto szlacheckie położone było w powiecie żytomierskim województwa kijowskiego, własność wojewody kijowskiego Janusza Tyszkiewicza w latach 30. i 40. XVII wieku.
Podczas okupacji hitlerowskiej, w październiku 1941 roku Niemcy utworzyli getto dla żydowskich mieszkańców. Przebywało w nim około 100 osób. Zimą 1941 roku Niemcy zlikwidowali getto, a Żydów wywieźli do getta w Konotopie. 